# Arnoldiola atra
Arnoldiola atra är en tvåvingeart som beskrevs av Gagne 1999. Arnoldiola atra ingår i släktet Arnoldiola och familjen gallmyggor. Inga underarter finns listade i Catalogue of Life.